# Parlamentswahl in Italien 1904
- PSI: 29
- PR: 37
- PRI: 24
- Sinistra: 339
- UECI: 3
- PLC: 76

Die Parlamentswahl in Italien 1904 fand am 6. November und am 13. November 1904 statt.
Die Legislaturperiode des gewählten Parlaments dauerte vom 30. November 1904 bis zum 8. Februar 1909.

## Ergebnisse
2.541.327 Personen (7,5 % der Bevölkerung) besaßen das Wahlrecht. Davon beteiligten sich 1.593.886 (62,7 %) an der Wahl.
| Partei                                                     | Stimmen    | Prozent | Mandate |
| ---------------------------------------------------------- | ---------- | ------- | ------- |
| Historische Linke                                          | 0.777.345  | 050,9 % | 339     |
| Partito Socialista Italiano                                | 0.326.016  | 021,3 % | 029     |
| Partito Liberale Costituzionale                            | 0.212.584  | 013,9 % | 076     |
| Partito Radicale Italiano                                  | 0.0128.002 | 08,4 %  | 037     |
| Partito Repubblicano Italiano                              | 0.075.225  | 04,9 %  | 024     |
| Unione Elettorale Cattolica Italiana                       | 0.08.008   | 00,5 %  | 03      |
| Insgesamt                                                  | 1.593.886  | 100,0 % | 508     |
| Quelle: Istituto centrale di Statistica del Regno d’Italia |            |         |         |

Die PSI konnte erneut stark zulegen. Diesmal konnten sie die Historische Rechte erstmals überholen. Die Historische Rechte war zum ersten Mal nur auf Platz 3. Bei dieser Wahl stimmten mehr als jeder 3. für eine republikanische Partei.